# 8187 Akiramisawa
8187 Akiramisawa eller 1992 XL är en asteroid i huvudbältet som upptäcktes den 15 december 1992 av den japanska astronomen Satoru Otomo i Kiyosato. Den är uppkallad efter japanen Akira Misawa.
Den tillhör asteroidgruppen Eos.